# Renata Grochal
Renata Grochal (ur. 29 marca 1977) – polska dziennikarka i publicystka.

## Życiorys
Ukończyła studia na kierunkach dziennikarstwo i komunikacja społeczna oraz kulturoznawstwo na Uniwersytecie Wrocławskim. W wieku 21 lat, będąc na studiach, rozpoczęła współpracę z Polskim Radiem Wrocław, gdzie przez trzy lata była reporterką. Później pracowała w „Gazecie Wrocławskiej”. Od grudnia 2003 roku do stycznia 2017 roku pracowała w „Gazecie Wyborczej”, gdzie zajmowała się tematyką polityczną i prawami kobiet. W 2016 roku została nominowana do nagrody Grand Press w kategorii „wywiad”. W grudniu 2016 roku została zwolniona w ramach obejmujących 190 osób zwolnień grupowych przeprowadzanych przez wydawcę. W lutym 2017 roku rozpoczęła pracę dla tygodnika „Newsweek Polska”. W 2018 roku została nominowana do Studenckich Nagród Dziennikarskich MediaTory.
W 2021 została jedną z prowadzących program Onet Opinie na portalu Onet.pl, a w kolejnym roku – Stan wyjątkowy u tego samego wydawcy. W 2024 przeszła do Programu III Polskiego Radia, zastępując Beatę Michniewicz w roli prowadzącej Śniadanie w Trójce i Salon polityczny Trójki.
W 2022 roku ukazała się książka Renaty Grochal o Zbigniewie Ziobrze pt. Zbigniew Ziobro. Prawdziwe oblicze.